# Marek Baraniecki
Marek Baraniecki (født 16. juni 1954 i Gliwice) er en polsk forfatter.
Han er uddannet miljøingeniør. Siden 1976 arbejder han som journalist.
Baraniecki debuterede i 1983 med novellen Karlgoro godzina 18 (Karlgoro klokken 18). I 1985 publicerede han novellesamlingen Głowa Kasandry (Kassandras hoved) og fik Janusz A. Zajdel-prisen.